# 모용륭
모용륭(慕容隆, ? ~ 397년)은 중국 오호 십육국 시대 후연(後燕)의 초대 황제인 모용수(慕容垂)의 아들이다.

## 생애
369년 모용수(慕容垂)가 모용평(慕容評)의 견제를 받아 생명의 워협을 받게 되자 모용수와 함께 전연(前燕)에서 전진(前秦)으로 망명했으며, 비수 대전 이후 모용수가 전진으로부터 독립해 후연(後燕)을 건립할 당시 전진의 부비룡(苻飛龍)을 살해하였다.
이후 전진의 영토를 점령하는 공을 세워 장군(將軍)이 되었으며, 384년 부비(苻丕)가 모용수를 추격할 당시 모용수를 구해나는 데 기여하며 386년 고양왕(高陽王)에 봉해졌다. 그 뒤 396년 모용농(慕容農)으로부터 용성(龍城)의 수비를 인계받을 당시 모용농의 규정을 그대로 따랐으며, 성애황후(成哀皇后) 단씨(段氏)는 모용농과 모용륭 중 한 명을 황태자(皇太子)로 세울 것을 요청했으나 모용보(慕容寶)를 마음에 두고 있던 모용수는 이를 거절하였다. 이후 396년 모용보의 군사가 참합파(參合陂)에서 북위(北魏)에 대패하자 중산(中山)으로 이동하였으며, 모용농과 함께 북위를 공격해 승리를 거두었으나 모용수는 병으로 사망하였다.
모용수의 사후 모용보가 제위에 오르자 후계의 일과 관련해 성애황후를 사사(賜死)했으나, 모용농과 모용륭은 계속 신뢰하였다. 396년 북위의 탁발규(拓跋珪)가 모용농을 격파하고 병주(幷州)를 거쳐 중산으로 공격해오자 모용린이 수비에 나섰으나, 모용린은 방어에 치중하며 북위와 싸우지 않았고 이로 인해 모용농과 모용륭은 불만을 표출하였다. 이후 397년 모용린이 반란을 꾀했으나 실패하여 태행산(太行山)으로 도주하자 모용보는 중산을 버리고 피신하기로 하였고, 이에 모용농과 모용륭은 중산을 사수할 것을 종용했으나 결국 받아들여지지 않아 모용회(慕容會)의 군사와 합류하게 되었다. 그 뒤 모용농과 함께 자신이 아닌 모용책(慕容策)이 황태자가 된 것에 대해 분노한 모용회를 훈계하였으나, 모용회는 이에 격노하여 모용농과 모용륭을 암살하고자 자객을 보내어 모용륭은 살해되었다. 사후 시호는 강왕(康王)으로 하였다.